# Ovale strandschelp
De ovale strandschelp (Spisula elliptica) is een stevige schelp, maar is minder dikschalig dan de stevige strandschelp. De top ligt vrijwel in het midden. De buitenkant is glad met alleen groeilijnen.
Rechter en linker klep van hetzelfde exemplaar:

Rechter klep
Linker klep

## Grootte
Lengte tot 30 mm, hoogte tot 20 mm. Hiermee is de ovale strandschelp de kleinste van de vier strandschelpen.

## Kleur
Verse exemplaren zijn crèmewit met een bruingele opperhuid. Strandmateriaal is vrijwel altijd verkleurd. Het kleurpatroon bestaat gewoonlijk uit meerdere donkere banden op een grijswitte ondergrond.

## Voorkomen
Losse kleppen komen vrij algemeen voor in schelpenbanken. Verse kleppen en doublettn zijn erg zeldzaam.

## Onderscheid methalfgeknotte strandschelp
In de praktijk is dit onderscheid erg moeilijk te maken. De halfgeknotte strandschelp is samen met de kokkel de meest voorkomende schelp op Vlaamse en Nederlandse stranden. De verhouding tussen halfgeknot en ovaal is ongeveer 15:1.
De ovale strandschelp is niet waaiervormig gegroefd bij het afgeplatte gedeelte aan weerszijden van de top. Dit in tegenstelling tot de halfgeknotte strandschelp.
Bovendien verschilt het spierindruksel. Bij de ovale strandschelp is de mantelbocht tot plusminus twee keer zo lang als het achterste spierindruksel. Bij de halfgeknotte strandschelp is dit 1,5 keer. Ook steekt de mantelbocht meer uit als een tongetje dan bij de halfgeknotte strandschelp. Bij de ovale strandschelp is de binnenrand van het voorste spierindruksel duidelijk S-vormig. Dit is minder het geval bij de halfgeknotte strandschelp.